# Phacopsis huuskonenii
Phacopsis huuskonenii är en lavart som beskrevs av Veli Johannes Paavo Bartholomeus Räsänen. 
Phacopsis huuskonenii ingår i släktet Phacopsis och familjen Parmeliaceae. Arten är reproducerande i Sverige.